# Cataxia bolganupensis
Espèce
Synonymes
- Neohomogona bolganupensis Main, 1985

Cataxia bolganupensis est une espèce d'araignées mygalomorphes de la famille des Idiopidae.

## Distribution
Cette espèce est endémique d'Australie-Occidentale. Elle se rencontre dans le parc national de Porongurup dans le Great Southern.

## Description
Le mâle décrit par Rix, Bain, Main, Raven, Austin, Cooper et Harvey en 2017 mesure 16,4 mm et la femelle 25,8 mm.

## Étymologie
Son nom d'espèce, composé de bolganup et du suffixe latin -ensis, « qui vit dans, qui habite », lui a été donné en référence au lieu de sa découverte, Bolganup.

## Publication originale
- Main, 1985 : Further studies on the systematics of ctenizid trapdoor spiders: A review of the Australian genera (Araneae: Mygalomorphae: Ctenizidae). Australian Journal of Zoology, Supplementary Series, vol. 33, no 108, p. 1-84.